# Eneryda flygbas
Eneryda flygbas är en före detta militär flygbas, som låg omkring två kilometer öster om Eneryda och omkring 30 kilometer sydväst om Växjö i Kronobergs län.
Vägbasen stod färdig i början av 1960-talet och var byggd enligt det så kallade Bas 60-systemet. Trots att landningsbanan utgjorde allmän väg, var den från början en så kallad "huvudbas". Från 1983 var den sidobas till Hagshult flygbas, och blev senare sidobas till Byholma flygbas. Åtminstone från början av 1990-talet tillhörde Enerydabasen Skånska flygflottiljen (F 10) i Ängelholm. Den avvecklades och utgick ur krigsorganisationen omkring 2001.

## Flygfältet
Landningsbanan var 2000 meter lång och 25 meter bred, och utgjorde ett extra breddat och förstärkt avsnitt av riksväg 23. Eneryda var främst en bas för jaktflyg: i båda ändar av flygfältet fanns främre klargöringsområden, "Framom", med sammanlagt åtta platser för tankning och laddning av stridsflygplan. I det sydvästra Framom fanns också skyddsrum för piloter.

## Yttre installationer
Det saknades ett bakre klargöringsområde, avsett för attack- eller spaningsflyg. Däremot fanns ett uppställningsområde, "Uom", några kilometer åt sydväst längs riksväg 23 utanför samhället Liatorp. Vid Uom fanns också några mindre hangarer och en syrgasanläggning. Drivmedelsdepåer fanns bland annat inne i Liatorp och i närheten av vägen mellan Liatorp och Virestad. Kommandocentralen låg i en underjordisk bunker nära Eneryda samhälle. Flertalet av dessa anläggningar är numera rivna eller övertäckta med jord och bevuxna med gräs och sly.

## Militärt bruk
Eneryda flygbas sköttes till vardags av personal från ansvarig flygflottilj, men någon fast bastropp fanns aldrig placerad här. Vid de mera sällsynta tillfällen då flygbasen användes under större övningar var aktiviteten betydligt högre. Då hände också att riksväg 23 stängdes av helt och hållet.

## Nutid
På senare år har båda Framom använts som upplagsplats för stormfällt virke. Flygbasens avveckling har också medfört att en milstolpe från 1700-talet kunnat återuppsättas i kanten av landningsbanan. Eneryda flygfält har också varit en populär plats för nattliga och illegala street race.